# Сокольцы
Сокольцы (укр. Сокільці) — село на Украине, находится в Гайсинском районе Винницкой области.
Код КОАТУУ — 0520883009. Население по переписи 2001 года составляет 146 человек. Почтовый индекс — 23700. Телефонный код — 4334.
Занимает площадь 1,162 км².

## Адрес местного совета
23712, Винницкая область, Гайсинский р-н, с.Кузьминцы, ул.Слобода, 13